# Grassington
Grassington – miasto w Anglii, w hrabstwie North Yorkshire, w dystrykcie (unitary authority) North Yorkshire. Leży 62 km na zachód od miasta York i 312 km na północny zachód od Londynu. Miasto liczy 1390 mieszkańców.